# League Cup 2014/15
Der League Cup 2014/15 (Sponsorname Capital One Cup) war die 55. Austragung des Turniers. Das Turnier begann mit 92 Vereinen.
Der Wettbewerb startete am 12. August 2014 mit der ersten Runde und endete mit dem Finale im Wembley-Stadion in London am 1. März 2015.

## Erste Runde
Die Auslosung für die erste Runde fand am 17. Juni 2014 statt. Der Norwich City und FC Fulham sind die einzigen Teams aus der Football League, die erst in der zweiten Runde ins Turnier einstiegen, da sie die zwei bestplatzierten Teams der letzten Saison waren. Die anderen 70 Teams der Football League mussten bereits in der ersten Runde antreten.
Ausgetragen wurden die Begegnungen am 11./12./13. August 2014.
|                         | Ergebnis              |                     |
| ----------------------- | --------------------- | ------------------- |
| Carlisle United         | 0:2                   | Derby County        |
| FC Barnsley             | 0:2                   | Crewe Alexandra     |
| Birmingham City         | 3:1 n. V.             | Cambridge United    |
| Blackburn Rovers        | 0:1                   | Scunthorpe United   |
| Bolton Wanderers        | 3:2 n. V.             | FC Bury             |
| Brighton & Hove Albion  | 2:0                   | Cheltenham Town     |
| Bristol City            | 1:2                   | Oxford United       |
| Burton Albion           | 2:1                   | Wigan Athletic      |
| Charlton Athletic       | 4:0                   | Colchester United   |
| FC Chesterfield         | 3:5 n. V.             | Huddersfield Town   |
| Crawley Town            | 1:0 n. V.             | Ipswich Town        |
| Dagenham & Redbridge    | 6:6 n. V. (2:4 i. E.) | FC Brentford        |
| Exeter City             | 0:2                   | AFC Bournemouth     |
| Leeds United            | 2:1                   | Accrington Stanley  |
| Luton Town              | 1:2                   | Swindon Town        |
| FC Millwall             | 1:0                   | Wycombe Wanderers   |
| Milton Keynes Dons      | 3:1                   | AFC Wimbledon       |
| FC Morecambe            | 0:1                   | Bradford City       |
| Oldham Athletic         | 0:3                   | FC Middlesbrough    |
| Plymouth Argyle         | 3:3 n. V. (5:6 i. E.) | Leyton Orient       |
| Port Vale               | 6:2                   | Hartlepool United   |
| FC Portsmouth           | 1:0                   | Peterborough United |
| FC Reading              | 3:1                   | AFC Newport County  |
| AFC Rochdale            | 0:2                   | Preston North End   |
| Rotherham United        | 1:0 n. V.             | Fleetwood Town      |
| Sheffield Wednesday     | 3:0                   | Notts County        |
| Shrewsbury Town         | 1:0                   | FC Blackpool        |
| Southend United         | 1:2                   | FC Walsall          |
| FC Stevenage            | 0:1                   | FC Watford          |
| Tranmere Rovers         | 0:1                   | Nottingham Forest   |
| Wolverhampton Wanderers | 2:3                   | Northampton Town    |
| Yeovil Town             | 1:2                   | FC Gillingham       |
| York City               | 0:1                   | Doncaster Rovers    |
| Coventry City           | 1:2                   | Cardiff City        |
| Sheffield United        | 2:1                   | Mansfield Town      |

## Zweite Runde
In der zweiten Runde stiegen die 13 Premier-League-Vereine ein, die sich in der letzten Saison nicht für einen europäischen Wettbewerb qualifizieren konnten.
Ausgetragen wurden die Begegnungen am 26. und 27. August 2014.
|                      | Ergebnis              |                        |
| -------------------- | --------------------- | ---------------------- |
| AFC Bournemouth      | 3:0                   | Northampton Town       |
| FC Brentford         | 0:1                   | FC Fulham              |
| FC Burnley           | 0:1                   | Sheffield Wednesday    |
| Crewe Alexandra      | 2:3 n. V.             | Bolton Wanderers       |
| Derby County         | 1:0                   | Charlton Athletic      |
| FC Gillingham        | 0:1                   | Newcastle United       |
| Huddersfield Town    | 0:2                   | Nottingham Forest      |
| Leicester City       | 0:1                   | Shrewsbury Town        |
| FC Middlesbrough     | 3:1                   | Preston North End      |
| FC Millwall          | 0:2                   | FC Southampton         |
| Milton Keynes Dons   | 4:0                   | Manchester United      |
| Norwich City         | 3:1                   | Crawley Town           |
| Port Vale            | 2:3                   | Cardiff City           |
| Scunthorpe United    | 0:1                   | FC Reading             |
| Swansea City         | 1:0                   | Rotherham United       |
| Swindon Town         | 2:4 n. V.             | Brighton & Hove Albion |
| FC Walsall           | 0:3                   | Crystal Palace         |
| FC Watford           | 1:2                   | Doncaster Rovers       |
| West Bromwich Albion | 1:1 n. V. (7:6 i. E.) | Oxford United          |
| West Ham United      | 1:1 n. V. (4:5 i. E.) | Sheffield United       |
| Aston Villa          | 0:1                   | Leyton Orient          |
| Birmingham City      | 0:3                   | AFC Sunderland         |
| Bradford City        | 2:1                   | Leeds United           |
| Burton Albion        | 1:0                   | Queens Park Rangers    |
| Stoke City           | 3:0                   | FC Portsmouth          |

## Dritte Runde
Ab der dritten Runde mussten auch die sieben Vereine antreten, die sich für die laufende Saison für die europäischen Wettbewerbe qualifiziert hatten.
Ausgetragen wurden die Begegnungen am 23. und 24. September 2014.
|                      | Ergebnis                |                        |
| -------------------- | ----------------------- | ---------------------- |
| FC Arsenal           | 1:2                     | FC Southampton         |
| Cardiff City         | 0:3                     | AFC Bournemouth        |
| Derby County         | 2:0                     | FC Reading             |
| FC Fulham            | 2:1                     | Doncaster Rovers       |
| Leyton Orient        | 0:1                     | Sheffield United       |
| FC Liverpool         | 2:2 n. V. (14:13 i. E.) | FC Middlesbrough       |
| Milton Keynes Dons   | 2:0                     | Bradford City          |
| Shrewsbury Town      | 1:0                     | Norwich City           |
| AFC Sunderland       | 1:2                     | Stoke City             |
| Swansea City         | 3:0                     | FC Everton             |
| Burton Albion        | 0:3                     | Brighton & Hove Albion |
| FC Chelsea           | 2:1                     | Bolton Wanderers       |
| Crystal Palace       | 2:3 n. V.               | Newcastle United       |
| Manchester City      | 7:0                     | Sheffield Wednesday    |
| Tottenham Hotspur    | 3:1                     | Nottingham Forest      |
| West Bromwich Albion | 3:2                     | Hull City              |

## Achtelfinale
Ausgetragen wurden die Begegnungen am 28. und 29. Oktober 2014.
|                    | Ergebnis |                        |
| ------------------ | -------- | ---------------------- |
| AFC Bournemouth    | 2:1      | West Bromwich Albion   |
| FC Fulham          | 2:5      | Derby County           |
| FC Liverpool       | 2:1      | Swansea City           |
| Milton Keynes Dons | 1:2      | Sheffield United       |
| Shrewsbury Town    | 1:2      | FC Chelsea             |
| Manchester City    | 0:2      | Newcastle United       |
| Stoke City         | 2:3      | FC Southampton         |
| Tottenham Hotspur  | 2:0      | Brighton & Hove Albion |

## Viertelfinale
Ausgetragen wurden die Begegnungen am 14. und 15. Dezember 2014.
|                   | Ergebnis |                  |
| ----------------- | -------- | ---------------- |
| Derby County      | 1:3      | FC Chelsea       |
| Sheffield United  | 1:0      | FC Southampton   |
| Tottenham Hotspur | 4:0      | Newcastle United |
| AFC Bournemouth   | 1:3      | FC Liverpool     |

## Halbfinale
Die Hinspiele fanden am 20./21. Januar 2015, die Rückspiele am 27./28. Januar 2015 statt.
|                   | Gesamt |                  | Hinspiel | Rückspiel |
| ----------------- | ------ | ---------------- | -------- | --------- |
| FC Liverpool      | 1:2    | FC Chelsea       | 1:1      | 0:1 n. V. |
| Tottenham Hotspur | 3:2    | Sheffield United | 1:0      | 2:2       |

## Finale
| FC Chelsea                                                  | FC Chelsea | Tottenham Hotspur | Tottenham Hotspur | Aufstellung                                    |
| ----------------------------------------------------------- | --- | --- | ----------------- | ---------------------------------------------- |
| FC Chelsea                                                  | \| 1. März 2015 um 16:00 Uhr (GMT) in London (Wembley-Stadion) \| \| Ergebnis: 2:0 (1:0) \| \| Zuschauer: 89.294 \| \| Schiedsrichter: Anthony Taylor (Cheshire) \| \| Spielbericht \|                                                              | \| 1. März 2015 um 16:00 Uhr (GMT) in London (Wembley-Stadion) \| \| Ergebnis: 2:0 (1:0) \| \| Zuschauer: 89.294 \| \| Schiedsrichter: Anthony Taylor (Cheshire) \| \| Spielbericht \|                                                                                    | Tottenham Hotspur | Aufstellung FC Chelsea gegen Tottenham Hotspur |
| FC Chelsea                                                  | Petr Čech – Branislav Ivanović, Gary Cahill, John Terry , César Azpilicueta – Kurt Zouma – Ramires, Cesc Fàbregas (88. Oscar) – Willian (76. Juan Cuadrado), Diego Costa (90.+3' Didier Drogba), Eden Hazard Cheftrainer: José Mourinho ( Portugal) | Hugo Lloris – Kyle Walker, Eric Dier, Jan Vertonghen, Danny Rose – Nabil Bentaleb, Ryan Mason (71. Erik Lamela) – Nacer Chadli (80. Roberto Soldado), Christian Eriksen, Andros Townsend (62. Mousa Dembélé) – Harry Kane Cheftrainer: Mauricio Pochettino ( Argentinien) | Tottenham Hotspur | Aufstellung FC Chelsea gegen Tottenham Hotspur |
| FC Chelsea                                                  | 1:0 John Terry (45.) 2:0 Kyle Walker (56., Eigentor) | | Tottenham Hotspur | Aufstellung FC Chelsea gegen Tottenham Hotspur |
| FC Chelsea                                                  | Willian (70.), Gary Cahill (72.), Juan Cuadrado (85.) | Eric Dier (31.), Nabil Bentaleb (78.) | Tottenham Hotspur | Aufstellung FC Chelsea gegen Tottenham Hotspur |
| FC Chelsea                                                  | Spieler des Spiels: John Terry | | Tottenham Hotspur | Aufstellung FC Chelsea gegen Tottenham Hotspur |
| 1. März 2015 um 16:00 Uhr (GMT) in London (Wembley-Stadion) | | |                   |                                                |
| Ergebnis: 2:0 (1:0)                                         | | |                   |                                                |
| Zuschauer: 89.294                                           | | |                   |                                                |
| Schiedsrichter: Anthony Taylor (Cheshire)                   | | |                   |                                                |
| Spielbericht                                                | | |                   |                                                |